# Aeroporto Internazionale Ngurah Rai
L'Aeroporto Internazionale Ngurah Rai (in indonesiano: Bandar Udara Internasional Ngurah Rai) (IATA: DPS, ICAO: WADD), anche conosciuto come Aeroporto Internazionale di Denpasar, è un aeroporto indonesiano situato a Tuban, località a 13 km a sud di Denpasar, nella provincia di Bali. È il terzo aeroporto più trafficato dell'Indonesia dopo l'Aeroporto Internazionale di Giacarta-Soekarno-Hatta di Giacarta e l'Aeroporto Internazionale Juanda di Surabaya.
L'aeroporto è intitolato a I Gusti Ngurah Rai, eroe nazionale indonesiano che lottò per l'indipendenza del Paese allora facente parte delle Indie orientali olandesi. Il terminal domestico è situato nel vecchio edificio mentre quello internazionale è situato nel terminal L. L'aeroporto ha 17 gate: 3 nel Terminal domestico e 14 nel Terminal internazionale.

## Statistiche
Questo grafico non è disponibile a causa di un problema tecnico.
Si prega di non rimuoverlo.
Vedi la query Wikidata di origine.